# Dyskografia Måneskin
Dyskografia włoskiego zespołu muzycznego Måneskin składa się z trzech albumów studyjnych, jednej EPki oraz 16 singli (w tym jednym jako gościnni wykonawcy) i 17 innych utworów notowanych na listach przebojów.

## Albumy studyjne
| Rok  | Dane dot. albumu | Najwyższe pozycje na listach | Najwyższe pozycje na listach | Najwyższe pozycje na listach | Najwyższe pozycje na listach | Najwyższe pozycje na listach | Najwyższe pozycje na listach | Najwyższe pozycje na listach | Najwyższe pozycje na listach | Najwyższe pozycje na listach | Najwyższe pozycje na listach | Najwyższe pozycje na listach | Najwyższe pozycje na listach | Certyfikat                                                                                        |
| Rok  | Dane dot. albumu | ITA                          | AUT                          | BEL (Fl)                     | BEL (Wa)                     | FIN                          | ISL                          | LTU                          | NLD                          | NOR                          | POL                          | SWI                          | SWE                          | Certyfikat                                                                                        |
| ---- | --- | ---------------------------- | ---------------------------- | ---------------------------- | ---------------------------- | ---------------------------- | ---------------------------- | ---------------------------- | ---------------------------- | ---------------------------- | ---------------------------- | ---------------------------- | ---------------------------- | ------------------------------------------------------------------------------------------------- |
| 2018 | Il ballo della vita - Wydany: 26 października 2018 - Wytwórnia: Sony Music - Format: CD, digital download, streaming | 1                            | 11                           | 7                            | 19                           | 5                            | 14                           | 2                            | 7                            | 20                           | 9                            | 15                           | 27                           | - ITA: 4× platynowa płyta - POL: platynowa płyta                                                  |
| 2021 | Teatro d’ira: Vol. I - Wydany: 19 marca 2021 - Wytwórnia: Sony Music - Format: CD, digital download, streaming, LP   | 1                            | 5                            | 3                            | 3                            | 1                            | 2                            | 1                            | 2                            | 2                            | 4                            | 5                            | 1                            | - ITA: 4× platynowa płyta - NOR: platynowa płyta - POL: 3× platynowa płyta - SWE: platynowa płyta |
| 2023 | Rush! - Wydany: 20 stycznia 2023 - Wytwórnia: Sony Music - Format: CD, digital download, streaming, LP               | 1                            | 1                            | 1                            | 1                            | 4                            | –                            | 5                            | 1                            | 6                            | 3                            | 1                            | 8                            | - ITA: 4× platynowa płyta - POL: 3× platynowa płyta                                               |

### Reedycje
| Tytuł                 | Dane dot. albumu                                                                   | Najwyższe pozycje na listach |
| Tytuł                 | Dane dot. albumu                                                                   | ITA                          |
| --------------------- | ---------------------------------------------------------------------------------- | ---------------------------- |
| Rush! (Are U Coming?) | - Wydany: 10 listopada 2023 - Wytwórnia: Sony Music - Format: CD, digital download | 3                            |

## EP
| Rok  | Dane dot. albumu                                                                                   | Najwyższe pozycje na listach | Najwyższe pozycje na listach | Najwyższe pozycje na listach | Najwyższe pozycje na listach | Najwyższe pozycje na listach | Najwyższe pozycje na listach | Najwyższe pozycje na listach | Najwyższe pozycje na listach | Najwyższe pozycje na listach | Najwyższe pozycje na listach | Najwyższe pozycje na listach | Najwyższe pozycje na listach | Najwyższe pozycje na listach | Certyfikat                |
| Rok  | Dane dot. albumu                                                                                   | ITA                          | AUT                          | BEL (Fl)                     | CAN                          | DEN                          | FIN                          | ISL                          | LTU                          | NOR                          | POL                          | SWE                          | SWI                          | US                           | Certyfikat                |
| ---- | -------------------------------------------------------------------------------------------------- | ---------------------------- | ---------------------------- | ---------------------------- | ---------------------------- | ---------------------------- | ---------------------------- | ---------------------------- | ---------------------------- | ---------------------------- | ---------------------------- | ---------------------------- | ---------------------------- | ---------------------------- | ------------------------- |
| 2017 | Chosen - Wydany: 15 grudnia 2017 - Wytwórnia: Sony Music - Format: CD, digital download, streaming | 3                            | 20                           | 9                            | 21                           | 6                            | 2                            | 15                           | 2                            | 11                           | 8                            | 7                            | 49                           | 103                          | - ITA: 2× platynowa płyta |

## Single

### Jako główni artyści
| Rok                                                     | Tytuł                                           | Najwyższe pozycje na listach | Najwyższe pozycje na listach | Najwyższe pozycje na listach | Najwyższe pozycje na listach | Najwyższe pozycje na listach | Najwyższe pozycje na listach | Najwyższe pozycje na listach | Najwyższe pozycje na listach | Najwyższe pozycje na listach | Najwyższe pozycje na listach | Najwyższe pozycje na listach | Najwyższe pozycje na listach | Najwyższe pozycje na listach | Najwyższe pozycje na listach | Najwyższe pozycje na listach | Najwyższe pozycje na listach | Certyfikat | Album lub EP’ka           |
| Rok                                                     | Tytuł                                           | ITA                          | AUT                          | BEL (Fl)                     | CZE (Dig.)                   | FIN                          | GRE                          | NLD                          | LTU                          | NOR                          | POL                          | POR                          | SMR                          | SVK (Dig.)                   | SWI                          | SWE                          | UK                           | Certyfikat | Album lub EP’ka           |
| ------------------------------------------------------- | ----------------------------------------------- | ---------------------------- | ---------------------------- | ---------------------------- | ---------------------------- | ---------------------------- | ---------------------------- | ---------------------------- | ---------------------------- | ---------------------------- | ---------------------------- | ---------------------------- | ---------------------------- | ---------------------------- | ---------------------------- | ---------------------------- | ---------------------------- | --- | ------------------------- |
| 2017                                                    | „Chosen”                                        | 2                            | –                            | –                            | –                            | –                            | 32                           | –                            | 15                           | –                            | –                            | –                            | –                            | –                            | –                            | –                            | –                            | - ITA: 2× platynowa płyta | Chosen                    |
| 2018                                                    | „Morirò da re”                                  | 2                            | –                            | –                            | –                            | –                            | 12                           | –                            | 6                            | –                            | –                            | 143                          | 23                           | –                            | –                            | –                            | –                            | - ITA: 3× platynowa płyta | Il ballo della vita       |
| 2018                                                    | „Torna a casa”                                  | 1                            | –                            | –                            | –                            | 14                           | 11                           | –                            | 5                            | –                            | –                            | 83                           | 25                           | –                            | –                            | –                            | –                            | - ITA: 5× platynowa płyta - POL: złota płyta | Il ballo della vita       |
| 2019                                                    | „Fear for Nobody”                               | 26                           | –                            | –                            | –                            | –                            | 61                           | –                            | 25                           | –                            | –                            | –                            | –                            | –                            | –                            | –                            | –                            | - ITA: złota płyta | Il ballo della vita       |
| 2019                                                    | „L’altra dimensione”                            | 6                            | –                            | –                            | –                            | –                            | 37                           | –                            | 20                           | –                            | –                            | –                            | –                            | –                            | –                            | –                            | –                            | - ITA: platynowa płyta | Il ballo della vita       |
| 2019                                                    | „Le parole lontane”                             | 5                            | –                            | –                            | –                            | –                            | 57                           | –                            | 30                           | –                            | –                            | –                            | –                            | –                            | –                            | –                            | –                            | - ITA: platynowa płyta | Il ballo della vita       |
| 2020                                                    | „Vent’anni”                                     | 12                           | –                            | –                            | –                            | –                            | 14                           | –                            | 9                            | –                            | –                            | 112                          | 34                           | –                            | –                            | –                            | –                            | - ITA: 2× platynowa płyta | Teatro d’ira: Vol. I      |
| 2021                                                    | „Zitti e buoni”                                 | 2                            | 2                            | 2                            | 6                            | 1                            | 1                            | 1                            | 1                            | 2                            | –                            | 4                            | 20                           | 8                            | 2                            | 1                            | 17                           | - ITA: 5× platynowa płyta - FIN: platynowa płyta - GRE: platynowa płyta - SPA: złota płyta - NLD: złota płyta - NOR: złota płyta - POL: 2× platynowa płyta - RUS: 5× platynowa płyta - SWI: złota płyta - SWE: złota płyta - TUR: złota płyta | Teatro d’ira: Vol. I      |
| 2021                                                    | „I Wanna Be Your Slave” (solo lub z Iggy Popem) | 7                            | 2                            | 7                            | 2                            | 1                            | 2                            | 3                            | 2                            | 2                            | 4                            | 13                           | 32                           | 1                            | 6                            | 4                            | 5                            | - ITA: 3× platynowa płyta - AUT: złota płyta - FIN: platynowa płyta - GRE: złota płyta - IRE: złota płyta - NOR: złota płyta - POL: 4× platynowa płyta - RUS: 6× platynowa płyta - SWE: złota płyta - TUR: złota płyta - UK: srebrna płyta    | Teatro d’ira: Vol. I      |
| 2021                                                    | „Mammamia”                                      | 6                            | 35                           | 41                           | 30                           | 12                           | 18                           | 48                           | 2                            | 28                           | –                            | 67                           | 41                           | 27                           | 33                           | 30                           | 53                           | - ITA: platynowa płyta - POL: złota płyta | –                         |
| 2022                                                    | „Supermodel”                                    | 11                           | 24                           | 4                            | 19                           | 9                            | 2                            | 29                           | 3                            | –                            | 4                            | 132                          | 17                           | 32                           | 18                           | 23                           | 43                           | - ITA: platynowa płyta - SWI: złota płyta - POL: platynowa płyta | –                         |
| 2022                                                    | „If I Can Dream”                                | –                            | –                            | –                            | –                            | –                            | –                            | –                            | 95                           | –                            | –                            | –                            | –                            | –                            | –                            | –                            | –                            | brak | Elvis (ścieżka dźwiękowa) |
| 2022                                                    | „The Loneliest”                                 | 1                            | 24                           | 19                           | 22                           | –                            | 7                            | 35                           | 2                            | 37                           | 67                           | 44                           | 5                            | 22                           | 13                           | 48                           | –                            | - ITA: złota płyta - POL: platynowa płyta | Rush!                     |
| 2023                                                    | „Gossip” (gośc. Tom Morello)                    |                              |                              |                              |                              |                              |                              |                              |                              |                              |                              |                              |                              |                              |                              |                              |                              | - POL: 2× platynowa płyta | Rush!                     |
| 2023                                                    | „Baby Said”                                     |                              |                              |                              |                              |                              |                              |                              |                              |                              |                              |                              |                              |                              |                              |                              |                              | - POL: platynowa płyta | Rush!                     |
| 2023                                                    | „Honey (Are U Coming?)”                         |                              |                              |                              |                              |                              |                              |                              |                              |                              |                              |                              |                              |                              |                              |                              |                              | - POL: złota płyta |                           |
| „–” oznacza że singel nie był notowany na danej liście. |                                                 |                              |                              |                              |                              |                              |                              |                              |                              |                              |                              |                              |                              |                              |                              |                              |                              | |                           |

### Jako artyści gościnni
| Rok                                                      | Tytuł                                                        | Najwyższa pozycja na liście | Album                  |
| Rok                                                      | Tytuł                                                        | ITA                         | Album                  |
| -------------------------------------------------------- | ------------------------------------------------------------ | --------------------------- | ---------------------- |
| 2020                                                     | „Stato di natura” (Francesca Michielin, gościnnie: Måneskin) | 99                          | Feat (stato di natura) |
| „–” oznacza, że singel nie był notowany na danej liście. |                                                              |                             |                        |

### Inne notowane utwory
| Rok                                                     | Tytuł                           | Najwyższe pozycje na listach | Najwyższe pozycje na listach | Najwyższe pozycje na listach | Najwyższe pozycje na listach | Najwyższe pozycje na listach | Najwyższe pozycje na listach | Najwyższe pozycje na listach | Najwyższe pozycje na listach | Najwyższe pozycje na listach | Najwyższe pozycje na listach | Najwyższe pozycje na listach | Najwyższe pozycje na listach | Najwyższe pozycje na listach | Najwyższe pozycje na listach | Najwyższe pozycje na listach | Certyfikat | Album                |
| Rok                                                     | Tytuł                           | ITA                          | AUT                          | CZE (Dig.)                   | FIN                          | GRE                          | NLD                          | LTU                          | GER                          | POR                          | SVK (Dig.)                   | SWI                          | SWE                          | UKR                          | UK                           | US                           | Certyfikat | Album                |
| ------------------------------------------------------- | ------------------------------- | ---------------------------- | ---------------------------- | ---------------------------- | ---------------------------- | ---------------------------- | ---------------------------- | ---------------------------- | ---------------------------- | ---------------------------- | ---------------------------- | ---------------------------- | ---------------------------- | ---------------------------- | ---------------------------- | ---------------------------- | --- | -------------------- |
| 2017                                                    | „Recovery”                      | 89                           | –                            | –                            | –                            | 91                           | –                            | 42                           | –                            | –                            | –                            | –                            | –                            | –                            | –                            | –                            | - ITA: złota płyta | Chosen               |
| 2017                                                    | „Vengo dalla Luna”              | 96                           | –                            | –                            | –                            | 78                           | –                            | 35                           | –                            | –                            | –                            | –                            | –                            | –                            | –                            | –                            | - ITA: złota płyta | Chosen               |
| 2017                                                    | „Beggin'”                       | 15                           | 1                            | 1                            | 3                            | 1                            | 1                            | 1                            | 1                            | 1                            | 1                            | 1                            | 5                            | 25                           | 6                            | 15                           | - ITA: 2× platynowa płyta - AUS: platynowa płyta - AUT: platynowa płyta - DEN: złota płyta - FIN: złota płyta - GRE: złota płyta - SPA: platynowa płyta - MYS: złota płyta - NZ: złota płyta - POL: 3× platynowa płyta - POR: platynowa płyta - RUS: 7× platynowa płyta - SWI: złota płyta - UK: srebrna płyta - US: złota płyta | Chosen               |
| 2017                                                    | „Let’s Get It Started”          | 84                           | –                            | –                            | –                            | 87                           | –                            | 37                           | –                            | –                            | –                            | –                            | –                            | –                            | –                            | –                            | brak | Chosen               |
| 2017                                                    | „Somebody Told Me”              | 58                           | –                            | –                            | –                            | 45                           | –                            | 25                           | –                            | –                            | –                            | –                            | –                            | –                            | –                            | –                            | - ITA: złota płyta | Chosen               |
| 2018                                                    | „New Song”                      | 23                           | –                            | –                            | –                            | –                            | –                            | 52                           | –                            | –                            | –                            | –                            | –                            | –                            | –                            | –                            | brak | Il ballo della vita  |
| 2018                                                    | „Sh*t Blvd”                     | 24                           | –                            | –                            | –                            | –                            | –                            | 87                           | –                            | –                            | –                            | –                            | –                            | –                            | –                            | –                            | brak | Il ballo della vita  |
| 2018                                                    | „Immortale” (z Vegasem Jonesem) | 18                           | –                            | –                            | –                            | –                            | –                            | –                            | –                            | –                            | –                            | –                            | –                            | –                            | –                            | –                            | brak | Il ballo della vita  |
| 2018                                                    | „Lasciami stare”                | 36                           | –                            | –                            | –                            | –                            | –                            | –                            | –                            | –                            | –                            | –                            | –                            | –                            | –                            | –                            | brak | Il ballo della vita  |
| 2018                                                    | „Are You Ready?”                | 41                           | –                            | –                            | –                            | 84                           | –                            | 41                           | –                            | –                            | –                            | –                            | –                            | –                            | –                            | –                            | brak | Il ballo della vita  |
| 2018                                                    | „Close to the Top”              | 60                           | –                            | –                            | –                            | –                            | –                            | –                            | –                            | –                            | –                            | –                            | –                            | –                            | –                            | –                            | brak | Il ballo della vita  |
| 2018                                                    | „Niente da dire”                | 50                           | –                            | –                            | –                            | –                            | –                            | –                            | –                            | –                            | –                            | –                            | –                            | –                            | –                            | –                            | brak | Il ballo della vita  |
| 2021                                                    | „Coraline”                      | 13                           | 65                           | 72                           | 5                            | 5                            | 63                           | 3                            | –                            | 52                           | 52                           | 91                           | –                            | 96                           | –                            | –                            | - ITA: platynowa płyta - POL: platynowa płyta | Teatro d’ira: Vol. I |
| 2021                                                    | „Lividi sui gomiti”             | 68                           | –                            | –                            | –                            | 38                           | –                            | 29                           | –                            | –                            | –                            | –                            | –                            | –                            | –                            | –                            | brak | Teatro d’ira: Vol. I |
| 2021                                                    | „In nome del padre”             | 72                           | –                            | –                            | –                            | 77                           | –                            | 38                           | –                            | –                            | –                            | –                            | –                            | –                            | –                            | –                            | brak | Teatro d’ira: Vol. I |
| 2021                                                    | „For Yor Love”                  | 92                           | –                            | –                            | –                            | 21                           | –                            | 13                           | –                            | 152                          | –                            | –                            | –                            | –                            | –                            | –                            | brak | Teatro d’ira: Vol. I |
| 2021                                                    | „La paura del buio”             | 83                           | –                            | –                            | –                            | 29                           | –                            | 17                           | –                            | 193                          | –                            | –                            | –                            | –                            | –                            | –                            | brak | Teatro d’ira: Vol. I |
| „–” oznacza że singel nie był notowany na danej liście. |                                 |                              |                              |                              |                              |                              |                              |                              |                              |                              |                              |                              |                              |                              |                              |                              | |                      |